# Steffen Siepmann
Steffen Siepmann (Neustadt am Rübenberge, 16 september 1986) is een Duits darter die uitkomt voor de PDC. Hij haalde zijn tourkaart voor 2020/2021 door op de vierde dag van de European Q-School 2020 in de finale met 5-3 van Wesley Harms te winnen.